# Mölkky

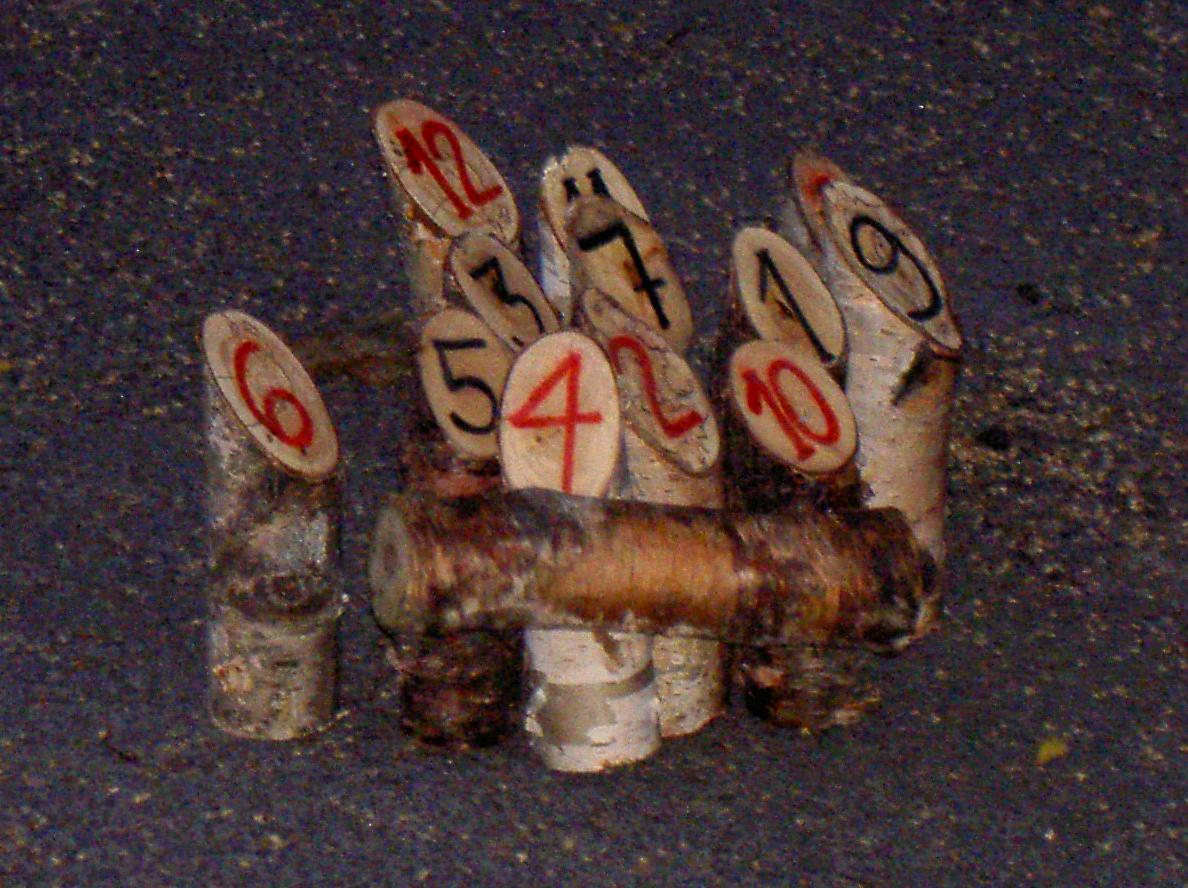
Mölkky.

Mölkky är ett finskt sällskapsspel som påminner om kubb.
Mölkky har sitt ursprung i Päijänne-Tavastland. Mölkky har blivit populärt i synnerhet som ett "sommarstugespel" eftersom det krävs endast enkel utrustning och går lätt att spela oberoende av ålder och storlek.

## Utrustning
Mölkky består av 13 träpjäser; Kastpjäsen mölkky, en rund träpinne med längd 225 mm och diameter 55 mm, och 12 snett avskurna träkäglor, numrerade med siffrorna 1–12 med samma diameter (55 mm) och längden 95/150 mm.
Papper och penna behövs för att anteckna poäng.

## Spelregler
Käglorna ställs upp i tät formation på 3–4 meters avstånd från spelarna. Antalet spelare är minst 2, maximiantal existerar inte.
Spelet går ut på att försöka få exakt 50 poäng. Om spelaren fäller endast en kägla, får spelaren det poängantal som käglan visar. Fäller spelaren fler käglor, får spelaren 1 poäng styck, efter antal fällda käglor. Käglor som blir lutande mot en annan kägla eller mölkkyn räknas inte. Käglorna ställs upp på den plats de fallit efter varje spelares kast. Om en spelare missar tre kast i rad, faller den ur spelet.
Spelet vinns genom att uppnå 50 poäng exakt. Överskrider en spelare detta poängantal, faller spelaren ner till 25 poäng.